# Banque nationale suisse
Pour les articles homonymes, voir BNS.

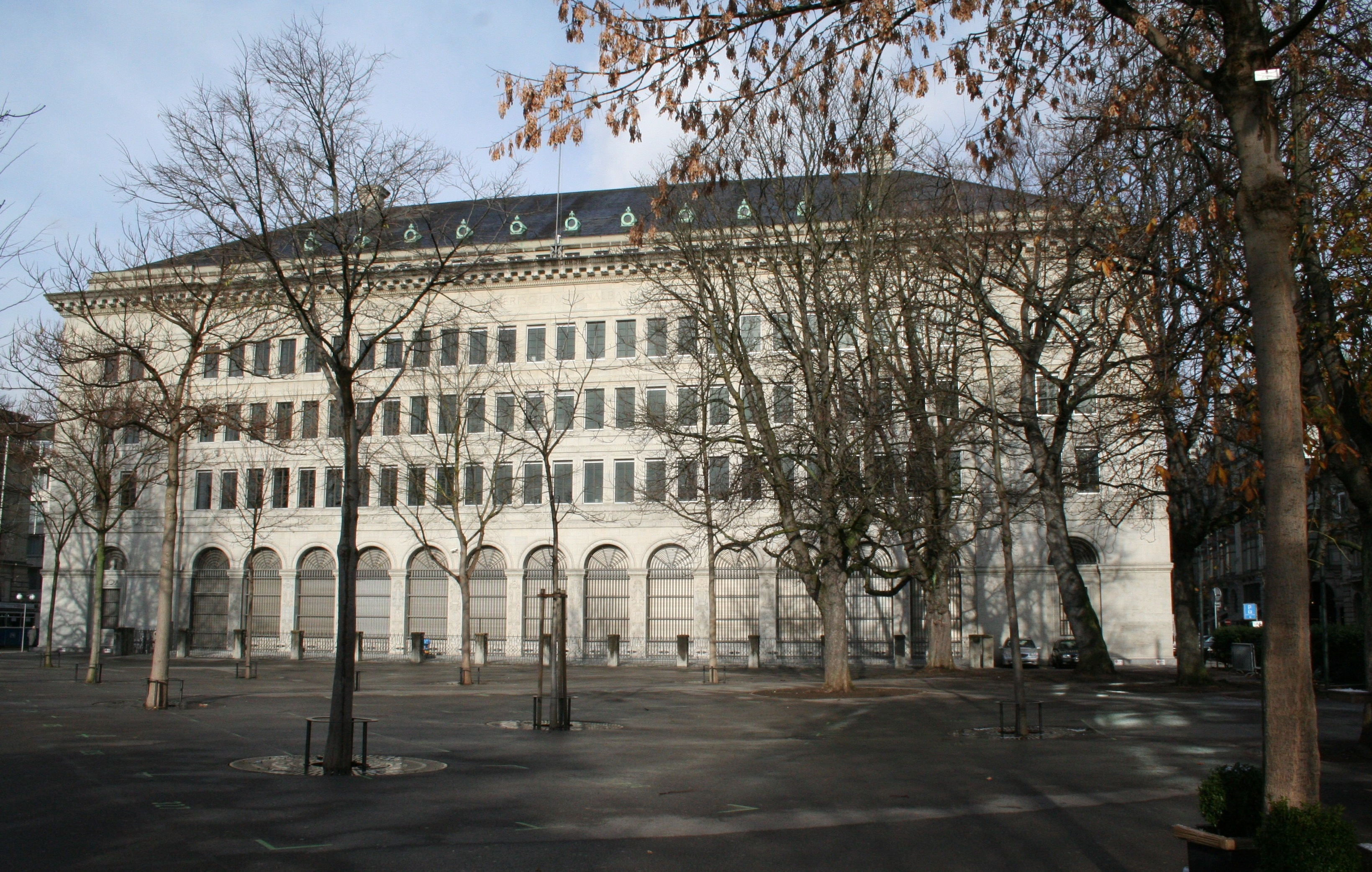
La Banque nationale suisse (BNS) à Zürich

Reserves d'or (1975)

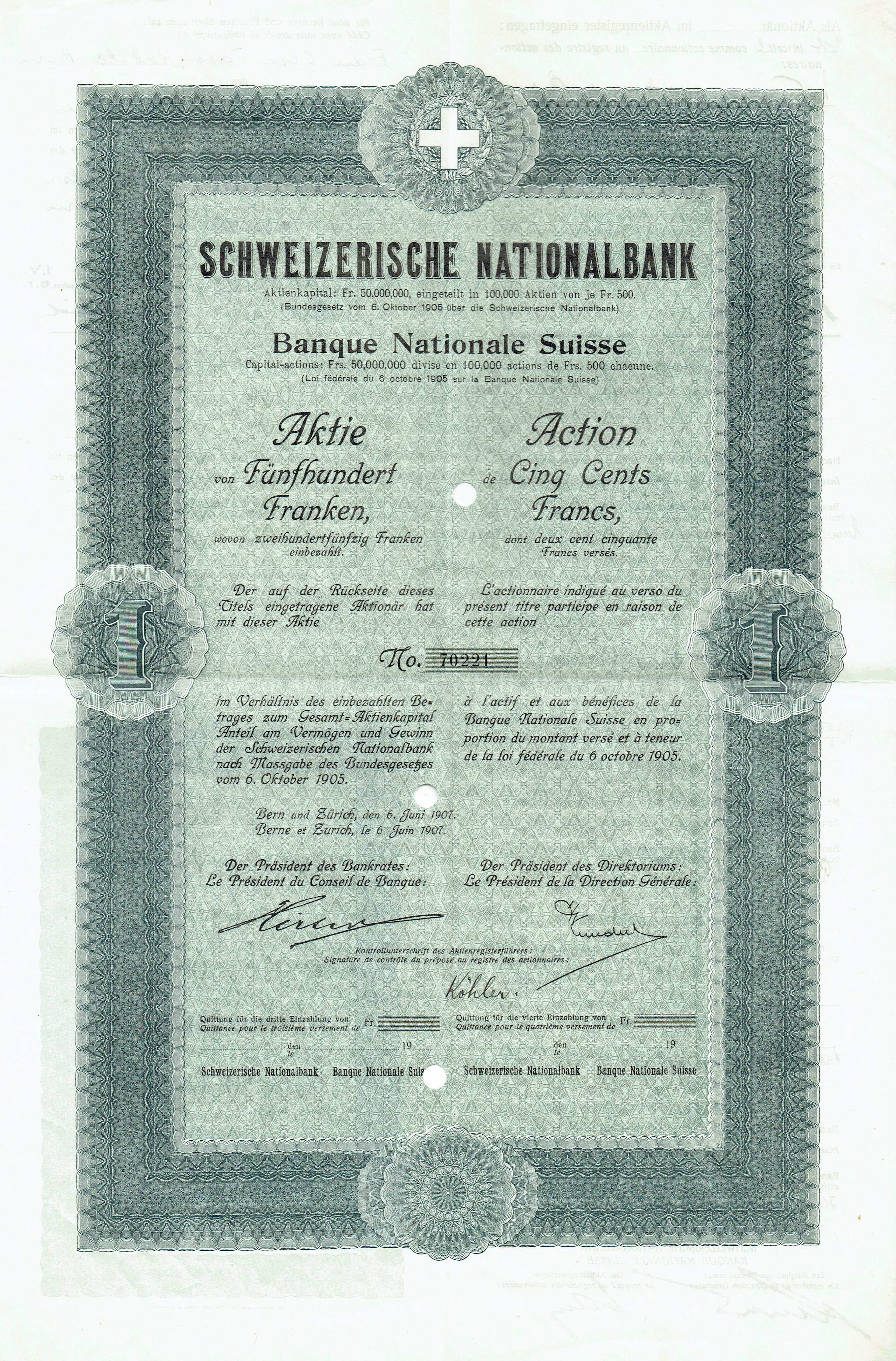
Action de la Banque nationale suisse en date du 6 juin 1907

La Banque nationale suisse (BNS ; en allemand : Schweizerische Nationalbank ; en italien : Banca nazionale svizzera ; en romanche : Banca naziunala svizra) est la banque centrale de la Suisse.
La BNS est une société anonyme régie par la loi sur la Banque nationale. Conformément aux règlements spéciaux, elle a deux sièges, à Berne et à Zurich.

## Histoire
La banque s'est formée à la suite de la nécessité de réduire le nombre de banques d'émission, qui était de 53 quelque temps après 1826. Lors de la révision de la Constitution fédérale de 1874, elle a été chargée de surveiller les lois concernant l'émission de billets de banque. En 1891, la Constitution fédérale a été révisée à nouveau pour confier à la Confédération le droit exclusif d'émettre des billets de banque.
La Banque nationale suisse a été fondée en vertu de la loi fédérale sur la Banque nationale suisse, entrée en vigueur le 16 janvier 1906. Les activités ont débuté le 20 juin 1907. Au cours de la Première Guerre mondiale, le Conseil fédéral suisse a demandé pour la première fois à la banque de mettre en circulation des billets d'une petite coupure. Le Conseil fédéral a dévalué le franc suisse en 1936 et, en conséquence, une somme d'argent a été mise à la disposition de la Banque nationale, que celle-ci a ensuite stockée dans une réserve du Compte de péréquation des devises étrangères pour l'avenir, pour être utilisée dans des situations d'urgence. 

## Organisation
La mission de la BNS est définie dans la Constitution (article 99) et dans la loi sur la Banque nationale.
La Banque nationale est une société anonyme fondée en 1907, cotée en bourse sous la désignation SNBN à SIX Swiss Exchange, mais régie par une loi spéciale depuis 2004.
Les détenteurs du capital (actionnaires) sont :
- Les cantons suisses (55 %) ;
- Les banques cantonales (12-18 %) ;
- Des actionnaires privés (27-33 %).

La Confédération suisse ne possède aucune action. La part du bénéfice qui dépasse le dividende revient pour un tiers à la Confédération et pour deux tiers aux cantons.
La surveillance de la Banque nationale suisse est explicitement exclue du mandat du Contrôle fédéral des finances.
La BNS est considérée comme un institut de crédit par la législation fédérale suisse.

### Organe de décision
La direction générale est composée de trois membres nommés par le Conseil fédéral sur proposition du Conseil de banque (l'organe de surveillance de la banque). Ses trois membres sont le président, le vice-président et un membre du directoire.

## Activités
La BNS est la banque centrale chargée par le gouvernement suisse de gérer la politique monétaire du pays. Elle est responsable de la mise en circulation du franc suisse. 
- Elle veille à la stabilité du franc suisse en puisant dans ses réserves d'or et ses réserves monétaires de devises étrangères.
- Elle gère les comptes que la Confédération a ouverts dans cette banque pour effectuer les paiements.
- Elle émet les emprunts de la Confédération.
- Elle conseille la Confédération pour placer temporairement son argent.

La Banque nationale n'est pas une banque commerciale, mais une banque émettrice de billets et de pièces en francs suisses. La loi sur la Banque nationale lui assigne la mission de contribuer à la stabilité du système financier. Les établissements classés par la Banque nationale comme étant d'importance systémique, dont font actuellement partie le groupe Crédit Suisse, UBS SA, la Banque cantonale de Zurich (ZKB), le groupe Raiffeisen et PostFinance SA, doivent satisfaire à des exigences particulières en matière de fonds propres ainsi qu'à des exigences particulières en matière de liquidités et de distribution et doivent être en mesure de présenter des plans de risques et d'urgence.
Le 31 décembre 2020, selon les statistiques de l'institut publié, de juillet à septembre, la BNS a acheté 11 milliards de devises et a continué à intervenir sur le marché des changes au troisième trimestre. Par ailleurs, le volume d'achats de la BNS a diminué au troisième trimestre par rapport au premier semestre 2020, au cours duquel la banque centrale avait acquis un total de 90 milliards de francs (38,5 milliards au premier trimestre et 51,5 milliards au deuxième trimestre).
En janvier 2021, la BNS a annoncé un bénéfice d'environ 21 milliards.

### Réserves de change
- 843 milliards de francs (2018)[14].

## Politiques

### Étalon-or
À la suite de son adhésion au FMI en 1992, la Suisse s'est vue contrainte d'abandonner la couverture or du franc suisse (jusqu'alors de 40 %), inscrite dans l'ancienne Constitution. Dans la pratique, cela ne se fit qu'après le règlement final de l'affaire des comptes en déshérence et la création du Fonds suisse en faveur des victimes de l'Holocauste, en 1997, auquel contribua la BNS. Si l'on tient compte de la dévaluation du dollar, ce fut au plus bas historique de ce métal. Ce changement a été inclus dans la nouvelle Constitution entrée en vigueur le 1er janvier 2000, sans large débat politique. Les lois et les ordonnances qui lui sont subordonnées ont été également modifiées. S'appuyant sur cette décision, la BNS a commencé à vendre 1 300 tonnes d'or (1560 jusqu’en septembre 2007) qui, selon elle, n’étaient plus nécessaires comme réserve monétaire. La recette devait être redistribuée aux cantons ou à une assurance sociale, comme le prônait l'Union démocratique du centre. Cette dernière proposition a été rejetée par le peuple.

### Indépendance
À la suite de la débâcle financière du groupe bancaire UBS, la BNS s'est procuré de l'argent à crédit auprès de la Réserve fédérale des États-Unis, pour laquelle elle devra payer des intérêts fixés par les États-Unis. L'indépendance de décision dans la fixation du taux directeur de la BNS pourrait s'en trouver réduit. La BNS a annoncé une perte de 21 milliards de francs sur les opérations de change en 2010.
La BNS est critiquée d'interpréter très largement son indépendance afin d'éviter d’aborder certains sujets, tels que la finance durable, malgré les progrès et la plus grande transparence d'autres banques centrales.

### Investissements
La Banque nationale suisse fait fructifier sa fortune, notamment sur le marché des actions. Son portefeuille d'actions s’élèverait à 153 milliards de francs en 2018 et 148 milliards en 2021.
Selon ses directives, « elle renonce à investir dans des entreprises qui produisent des armes prohibées par la communauté internationale, qui violent massivement des droits humains fondamentaux ou qui causent de manière systématique de graves dommages à l’environnement ».
Dès 2016, les Artisans de la transition, l’Alliance climatique suisse et des personnalités du monde académique critiquent le fait que ces investissements ne tiennent pas compte de l'Accord de Paris sur le climat (article 2) et sont à l’origine d'au moins 50 millions de tonnes d'émission de dioxyde de carbone en 2017,. Les Artisans de la transition ont publié deux autres rapports sur la politique de placement risquée de la BNS en 2018 et 2020,. Ces études révèlent que le portefeuille de la BNS favorise une trajectoire de réchauffement climatique de 4 à 6 °C d'ici 2100.
En décembre 2020, la BNS déclare approfondir son analyse des impacts du dérèglement climatique :

« Depuis 2013, nous excluons les actions d’entreprises qui causent de graves dommages à l’environnement, qui violent des droits humains ou qui produisent des armes condamnées. [...] Nous élargissons aujourd’hui le critère d’exclusion concernant les dommages causés à l’environnement, en y intégrant la question du changement climatique. En Suisse, un large consensus s’est formé ces dernières années pour décarboner l’économie. C’est pourquoi nous avons décidé d’exclure de nos placements les titres de toutes les entreprises principalement actives dans l’extraction du charbon. »

Selon une étude de l'Université de Lausanne publiée en 2021, la BNS pourrait réduire les émissions nocives par une meilleure allocation de ses investissements. Une minorité des investissements génère l’essentiel de l’impact carbone. Sans que son mandat soit modifié, la BNS pourrait exclure les entreprises fossiles qui émettent massivement du carbone et réinvestir dans des entreprises renouvelables du secteur de l’énergie.
En 2022, la BNS a essuyé une perte record de CHF 142 milliards, principalement sur ses avoirs dénominés en euros.

### Politique monétaire
Dès avril 2011, le taux de change euro/franc suisse a commencé à chuter passant de 1,3 EUR/CHF à un minimum de 1,007 le 9 août 2011. Cette appréciation du franc suisse face à l'ensemble des monnaies étrangères et face à l'euro en particulier menace l'économie suisse d'exportation notamment. Pour permettre une adaptation des entreprises exportatrices, la BNS achète massivement des euros à partir du 6 septembre 2011 pour maintenir un plancher minimum de 1,20 EUR/CHF et ce pour une durée indéterminée.
La crise du rouble de 2014 et les incertitudes sur le marché européen concernant la croissance entraînent une appréciation du franc suisse qui redevient une valeur refuge. Pour défendre ce taux plancher, la BNS introduit des taux d'intérêt négatifs (-0,25 %) le 18 décembre 2014 .
Face à la remontée du dollar des États-Unis et en corollaire, la baisse de la monnaie unique européenne, la BNS a supprimé ce cours plancher dans la journée du 15 janvier 2015, provoquant le passage de l'euro sous le seuil de parité (bien au-delà, donc, du niveau de 1,20 CHF). Dans la foulée, la BNS réduit encore ses taux d'intérêt qui atteignent désormais -0,75 %. La Bourse de Zurich affichait quelques heures après cette décision, une baisse vertigineuse de 12 %, chiffre d'autant plus étonnant que cette bourse est considérée comme l'une des plus stables du monde. Dans une enquête réalisée en 2019, deux tiers des entreprises suisses ont estimé que le coût des taux d'intérêt négatifs pour l'économie était supérieur à leur avantage.
En 2020, la Banque nationale suisse (BNS) a réalisé un bénéfice de 0,8 milliard de francs au premier semestre, annulant la perte de 38,2 milliards du premier trimestre. Cela était le résultat de la crise du COVID-19 et de la forte volatilité du marché qui en résultait.
Chaque trimestre, la BNS publie ses prévisions d’inflation sur trois ans. Les analyses des prévisions publiées entre 2011 et 2020 montrent qu'elles sont systématiquement biaisées à la hausse : « en donnant l’illusion fallacieuse d’une maîtrise totale grâce aux modèles mathématiques, elle minimise les risques importants auxquels sa politique nous expose et étouffe le débat indispensable à ce sujet ».

### Votations
- Initiative populaire « pour le versement au fonds AVS des réserves d'or excédentaires de la Banque nationale suisse » (2002)
- Initiative populaire « Bénéfices de la Banque nationale pour l'AVS » (2006)
- Initiative populaire « Sauvez l'or de la Suisse » (2014)
- Initiative populaire « Pour une monnaie à l'abri des crises : émission monétaire uniquement par la Banque nationale ! (Initiative Monnaie pleine) » (2018)

## Gouvernance

### Assemblée générale des actionnaires
L'assemblée générale des actionnaires a lieu une fois par an, généralement en avril. En raison du mandat public de la BNS, les pouvoirs de la réunion des actionnaires ne sont pas aussi importants que dans les entreprises d'achat d'actions en droit privé.

### Conseil de banque
Le conseil de banque supervise et contrôle la conduite des activités de la Banque nationale suisse et se compose de 11 membres.
Six membres, dont le président et le vice-président, sont nommés par le Conseil fédéral et cinq par la réunion des actionnaires.

### Conseil d'administration
La direction et l'organe exécutif de la Banque nationale suisse sont le conseil de direction. Le conseil de direction est notamment responsable de la politique monétaire, de la stratégie de gestion des actifs, contribuant à la stabilité du système financier et de la coopération monétaire internationale.
Le conseil de direction est composé de trois membres) :
1. Président :  Martin Schlegel
2. Vice-président : Antoine Martin
3. Membre : Petra Tschudin

#### Présidents du conseil d'administration
- Heinrich Kundert, 20.06.1907-30.11.1915
- August Burckhardt, 01.12.1915-26.11.1924
- Gottlieb Bachmann, 01.07.1925-15.03.1939
- Ernst Weber, 01.04.1939-31.03.1947
- Paul Keller, 01.04.1947-31.05.1956
- Walter Schwegler, 01.06.1956-31.08.1966
- Edwin Stopper, 01.09.1966-30.04.1974
- Fritz Leutwiler, 01.05.1974-31.12.1984
- Pierre Languetin, 01.01.1985-30.04.1988
- Markus Lusser, 01.05.1988-30.04.1996
- Hans Meyer, 01.05.1996-31.12.2000
- Jean-Pierre Roth, 01.01.2001-31.12.2009
- Philipp Hildebrand, 01.01.2010-09.01.2012
- Thomas J. Jordan, 18.04.2012-30.10.2024
- Martin Schlegel, Depuis 01.10.2024

## Réserves d'or
La BNS gère les réserves d'or officielles de la Suisse, qui équivalent à 1 145 tonnes et sont évaluées à 30,5 milliards de CHF.